# Gouym
Gouym är en ort i Burkina Faso.   Den ligger i regionen Centre-Ouest, i den centrala delen av landet, 70 km väster om huvudstaden Ouagadougou. Gouym ligger 306 meter över havet och antalet invånare är 1 949.
Terrängen runt Gouym är mycket platt. Närmaste större samhälle är Nassoulou, 8,2 km sydost om Gouym.
Omgivningarna runt Gouym är en mosaik av jordbruksmark och naturlig växtlighet. Runt Gouym är det ganska tätbefolkat, med 104 invånare per kvadratkilometer.